# 오파티야

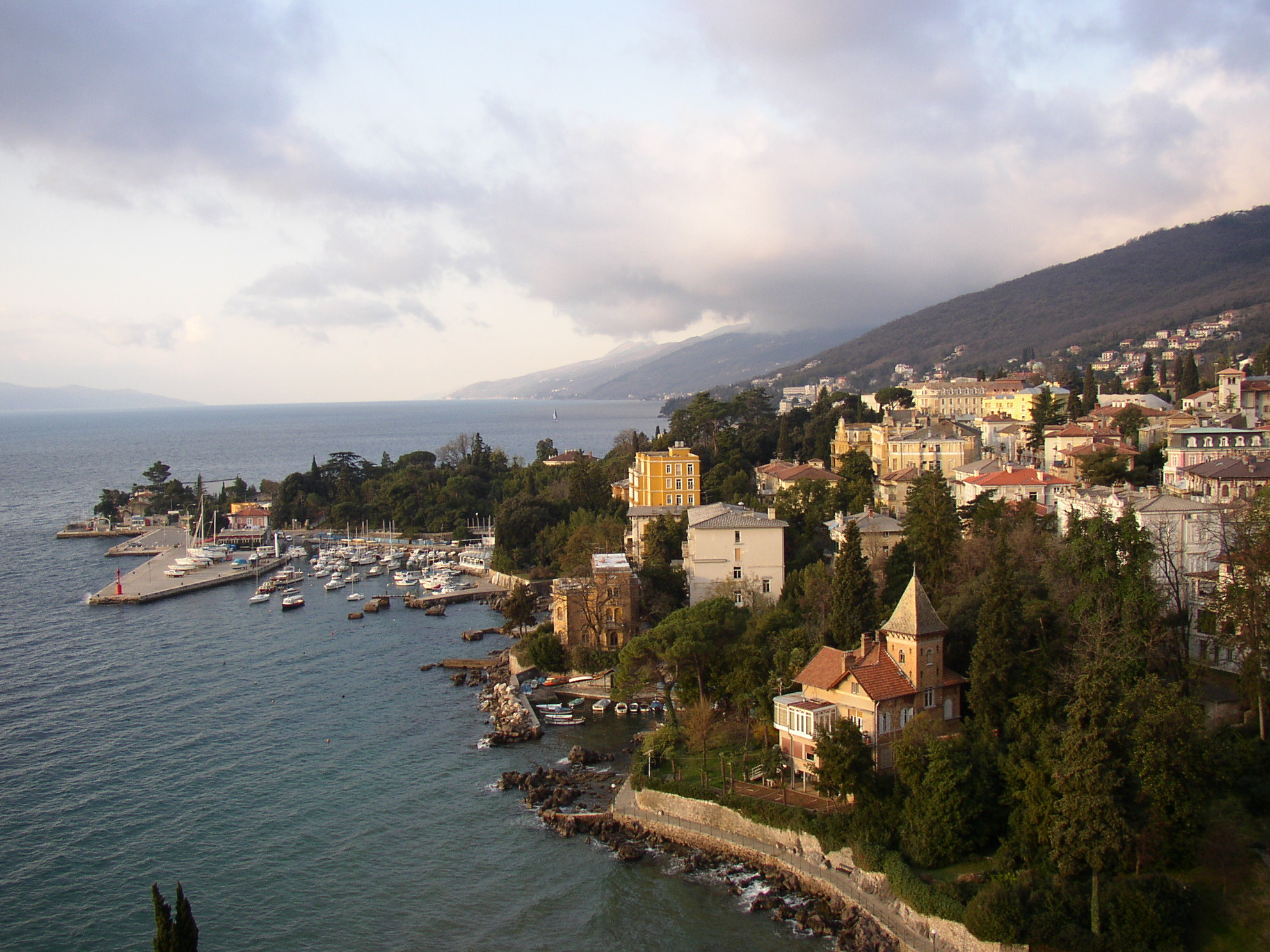
오파티야의 해변 풍경

오파티야(크로아티아어: Opatija, 독일어: Sankt Jakobi 산크트 야코비[*], 이탈리아어: Abbazia 아바지아[*])는 크로아티아 서부 이스트라반도에 위치한 도시로 행정 구역상으로는 프리모레고르스키코타르주에 속하며 도시 인구는 7,850명(2001년 기준), 지방 자치체 인구는 12,719명(2001년 기준)이다.
아드리아해 크바르네르만 연안과 접하며 리예카에서 남서쪽으로 18km 정도 떨어진 곳에 위치한다. 오파티야에서 남서쪽으로 약 82km 정도 떨어진 풀라와는 도로로 연결되어 있고 오파티야에서 북서쪽으로 약 90km 정도 떨어진 이탈리아 트리에스테와는 철도로 연결되어 있다.
여름, 겨울 휴양지로 유명한 도시로서 여름 평균 기온은 32℃, 겨울 평균 기온은 10℃에 달한다. 도시를 둘러싸고 있는 월계수 숲, 북쪽 연안에서 남쪽 연안에 이르는 바위 지형, 소규모 겨울 리조트로 유명한 도시이기도 하다.

시기

## 인구
| 연도                                                                         | 인구   | ±%     |
| ---------------------------------------------------------------------------- | ------ | ------ |
| 1880                                                                         | 4,775  | —      |
| 1890                                                                         | 5,994  | +25.5% |
| 1900                                                                         | 8,430  | +40.6% |
| 1910                                                                         | 11,825 | +40.3% |
| 1921                                                                         | 9,625  | −18.6% |
| 1931                                                                         | 11,865 | +23.3% |
| 1948                                                                         | 10,098 | −14.9% |
| 1953                                                                         | 9,920  | −1.8%  |
| 1961                                                                         | 11,154 | +12.4% |
| 1971                                                                         | 12,242 | +9.8%  |
| 1981                                                                         | 13,614 | +11.2% |
| 1991                                                                         | 13,566 | −0.4%  |
| 2001                                                                         | 12,719 | −6.2%  |
| 2011                                                                         | 11,659 | −8.3%  |
| 출처: Naselja i stanovništvo Republike Hrvatske 1857–2001, DZS, Zagreb, 2005 |        |        |

## 출신 인물
- 안드리야 모호로비치치